# 外海良基
外海良基（日语：外海 良基，3月14日—），日本的漫畫家、插畫家。滋賀縣出身。

## 經歷・人物
2005年時以《鬼組》於史克威爾艾尼克斯的得到特別大賞在。於『月刊少年GANGAN』2005年9月號中掲載短篇後，在2006年3月號至11月號連載《寒蟬鳴泣之時 暇潰篇》。
大久保篤的前助手。

## 作品列表

### 漫畫
連載
- 暮蟬鳴泣時 暇潰篇（ひぐらしのなく頃に 暇潰し編）《月刊少年GANGAN》（2006年2月號 - 11月號、全2卷）代理：香港：玉皇朝、台灣：青文
- Doubt / Doubt 疑懼《月刊少年GANGAN》（2007年8月號 - 2009年3月號、全4卷）代理：香港：玉皇朝、台灣：尖端
- JUDGE／審判JUDGE《月刊少年GANGAN》（2010年2月號 - 2012年9月号、全6卷）代理：香港：玉皇朝、台灣尖端
- Secret《月刊少年GANGAN》（2013年11月號 - 2015年3月號）

短篇
- 鬼組（《月刊少年GANGAN》2005年2月號）
- （《月刊少年GANGAN》2005年9月號）

### 插畫
- （《寒蟬鳴泣之時 語咄篇》作者：スガキヒロカ）
- （《寒蟬鳴泣之時 語咄篇2》作者：殻半ひよこ）
- （《寒蟬鳴泣之時 語咄篇3》作者：たちゃ）

### 其它
- 我不受歡迎，怎麼想都是你們的錯！（電視動畫第9話片尾插畫）

## 師父
- 大久保篤

## 外部連結
- （日語）ネジウサギの憂鬱/外海良基（页面存档备份，存于）
- （日語）外海良基的X（前Twitter）